# Accipitrimorphae
Accipitrimorphae es un clado de aves rapaces que incluye los órdenes Cathartiformes (buitres del Nuevo Mundo) y Accipitriformes (aves rapaces diurnas como águilas, águilas pescadoras y secretarios). Sin embargo, este grupo podría ser un sinónimo menor (o al menos subjetivo) de Accipitriformes. La propuesta basada en ADN y las clasificaciones NACC e IOC incluyen a los buitres del Nuevo Mundo en Accipitriformes, pero el SACC clasifica a los buitres del Nuevo Mundo como un orden separado, Cathartiformes que se ha adoptado aquí. La ubicación de los buitres del Nuevo Mundo no ha sido clara desde principios de la década de 1990. La razón de esto es la controvertida historia sistemática de los buitres del Nuevo Mundo, ya que se asumió que estaban más relacionados con (o una subfamilia de) Ciconiidae (las cigüeñas) después del trabajo de Sibley y Ahlquist en sus estudios de hibridación ADN-ADN realizados a fines de la década de 1970 y durante la década de 1980. La relación cigüeña-buitre parece no tener respaldo. Independientemente de si se utiliza Accipitrimorphae o Accipitriformes, estas aves pertenecen al clado Telluraves.